# Tetramorium
Genre
Tetramorium est un genre de fourmis.

## Étymologie
Le nom de genre vient du latin tetra (quatre, carré) et morion épaules, pour définir la forme des épaules de ces fourmis.

## Liste d'espèces
Selon ITIS:
- Tetramorium aculeatum (Mayr, 1866)
- Tetramorium adelphon Bolton, 1979
- Tetramorium adpressum (Bolton, 1976)
- Tetramorium aegeum Radchenko, 1992
- Tetramorium africanum (Mayr, 1866)
- Tetramorium agile Arnold, 1960
- Tetramorium agnum (Santschi, 1935)
- Tetramorium akermani Arnold, 1926
- Tetramorium altivagans Santschi, 1914
- Tetramorium amatongae Bolton, 1980
- Tetramorium amaurum Bolton, 1980
- Tetramorium amentete Bolton, 1980
- Tetramorium amissum Bolton, 1980
- Tetramorium amium Forel, 1912
- Tetramorium andrei Forel, 1892
- Tetramorium andrynicum Bolton, 1977
- Tetramorium angulinode Santschi, 1910
- Tetramorium anodontion Bolton, 1979
- Tetramorium antennatum (Mann, 1919)
- Tetramorium antipodum Wheeler, 1927
- Tetramorium antrema (Bolton, 1976)
- Tetramorium anxium Santschi, 1914
- Tetramorium aptum Bolton, 1977
- Tetramorium argenteopilosum Arnold, 1926
- Tetramorium armatum Santschi, 1927
- Tetramorium arnoldi (Forel, 1913)
- Tetramorium arzi Thome, 1969
- Tetramorium asetyum Bolton, 1980
- Tetramorium aspersum (Smith, 1865)
- Tetramorium ataxium Bolton, 1980
- Tetramorium avium Bolton, 1980
- Tetramorium banyulense Bernard, 1983
- Tetramorium barbigerum Bolton, 1980
- Tetramorium barryi Mathew, 1981
- Tetramorium basum Bolton, 1977
- Tetramorium baufra (Bolton, 1976)
- Tetramorium belgaense Forel, 1902
- Tetramorium bellicosum Bolton, 1980
- Tetramorium bequaerti Forel, 1913
- Tetramorium berbiculum Bolton, 1980
- Tetramorium bessonii Forel, 1891
- Tetramorium bevisi Arnold, 1958
- Tetramorium bicarinatum (Nylander, 1846)
- Tetramorium bicolor Viehmeyer, 1914
- Tetramorium biskrense Forel, 1904
- Tetramorium bothae Forel, 1910
- Tetramorium brevicorne Bondroit, 1918
- Tetramorium brevidentatum (Kutter, 1932)
- Tetramorium brevispinosum (Stitz, 1910)
- Tetramorium browni Bolton, 1980
- Tetramorium bulawayense Forel, 1913
- Tetramorium bursakovi Radchenko, 1992
- Tetramorium buschingeri (Lapeva-Gjonova, 2017)
- Tetramorium buthrum Bolton, 1980
- Tetramorium caespitum (Linnaeus, 1758)
- Tetramorium caldarium (Roger, 1857)
- Tetramorium calidum Forel, 1907
- Tetramorium calinum Bolton, 1980
- Tetramorium camerunense Mayr, 1895
- Tetramorium candidum Bolton, 1980
- Tetramorium capense Mayr, 1865
- Tetramorium capillosum Bolton, 1980
- Tetramorium capitale (McAreavey, 1949)
- Tetramorium carinatum (Smith, 1859)
- Tetramorium centum Bolton, 1977
- Tetramorium chapmani Bolton, 1977
- Tetramorium chefteki Forel, 1911
- Tetramorium chepocha (Bolton, 1976)
- Tetramorium chloe (Santschi, 1920)
- Tetramorium christiei Forel, 1902
- Tetramorium ciliatum Bolton, 1977
- Tetramorium clunum Forel, 1913
- Tetramorium cognatum Bolton, 1979
- Tetramorium coillum Bolton, 1979
- Tetramorium coloreum Mayr, 1901
- Tetramorium concaviceps Bursakov, 1984
- Tetramorium confine Radchenko et Arakelian, 1990
- Tetramorium confusum Bolton, 1977
- Tetramorium constanciae Arnold, 1917
- Tetramorium convexum Bolton, 1980
- Tetramorium coonoorense Forel, 1902
- Tetramorium crepum Wang et Wu, 1988
- Tetramorium cristatum Stitz, 1910
- Tetramorium crypticum (Bolton, 1976)
- Tetramorium cuneinode Bolton, 1977
- Tetramorium curtulum Emery, 1895
- Tetramorium curvispinosum Mayr, 1897
- Tetramorium cynicum Bolton, 1977
- Tetramorium davidi Forel, 1911
- Tetramorium decamerum (Forel, 1902)
- Tetramorium deceptum Bolton, 1977
- Tetramorium dedefra (Bolton, 1976)
- Tetramorium degener Santschi, 1911
- Tetramorium delagoense Forel, 1894
- Tetramorium densopilosum Radchenko et Arakelian, 1990
- Tetramorium depressiceps Menozzi, 1933
- Tetramorium desertorum (Forel, 1910)
- Tetramorium dichroum Santschi, 1932
- Tetramorium difficile Bolton, 1977
- Tetramorium diligens (Smith, 1865)
- Tetramorium diomandei Bolton, 1980
- Tetramorium distinctum (Bolton, 1976)
- Tetramorium do Forel, 1914
- Tetramorium dogieli Karavaiev, 1931
- Tetramorium dolichosum Bolton, 1980
- Tetramorium dominum Bolton, 1980
- Tetramorium doriae Emery, 1881
- Tetramorium dumezi Menozzi, 1942
- Tetramorium dysalum Bolton, 1979
- Tetramorium dysderke Bolton, 1980
- Tetramorium edouardi Forel, 1894
- Tetramorium eleates Forel, 1913
- Tetramorium electrum Bolton, 1979
- Tetramorium elidisum Bolton, 1980
- Tetramorium elisabethae Forel, 1904
- Tetramorium emeryi Mayr, 1901
- Tetramorium eminii (Forel, 1894)
- Tetramorium erectum Emery, 1895
- Tetramorium ericae Arnold, 1917
- Tetramorium etiolatum Bolton, 1977
- Tetramorium exasperatum Emery, 1891
- Tetramorium fergusoni Forel, 1902
- Tetramorium ferox Ruzsky, 1903
- Tetramorium feroxoide Dlussky et Zabelin, 1985
- Tetramorium fezzanense Bernard, 1948
- Tetramorium flabellum Bolton, 1980
- Tetramorium flagellatum Bolton, 1977
- Tetramorium flaviceps Arnold, 1960
- Tetramorium flavipes Emery, 1893
- Tetramorium flavithorax (Santschi, 1914)
- Tetramorium forte Forel, 1904
- Tetramorium frenchi Forel, 1914
- Tetramorium frigidum Arnold, 1926
- Tetramorium fulviceps (Emery, 1897)
- Tetramorium furtivum (Arnold, 1956)
- Tetramorium fuscipes (Viehmeyer, 1925)
- Tetramorium gabonense (Andre, 1892)
- Tetramorium galoasanum Santschi, 1910
- Tetramorium gambogecum (Donisthorpe, 1941)
- Tetramorium gazense Arnold, 1958
- Tetramorium gegaimi Forel, 1916
- Tetramorium geminatum Bolton, 1980
- Tetramorium gestroi (Menozzi, 1933)
- Tetramorium ghindanum Forel, 1910
- Tetramorium glabratum Stitz, 1923
- Tetramorium gladstonei Forel, 1913
- Tetramorium goniommoide Poldi, 1979
- Tetramorium gracile Forel, 1894
- Tetramorium grandinode Santschi, 1913
- Tetramorium granulatum Bolton, 1980
- Tetramorium grassii Emery, 1895
- Tetramorium guineense (Bernard, 1953)
- Tetramorium hapale Bolton, 1980
- Tetramorium hippocrate Agosti et Collingwood, 1987
- Tetramorium hispidum (en) (Wheeler, 1915)
- Tetramorium hortorum Arnold, 1958
- Tetramorium humbloti Forel, 1891
- Tetramorium hungaricum Roezler, 1935
- Tetramorium ibycterum Bolton, 1979
- Tetramorium ictidum Bolton, 1980
- Tetramorium imbelle (Emery, 1915)
- Tetramorium impressum (Viehmeyer, 1925)
- Tetramorium impurum (Foerster, 1850)
- Tetramorium inquilinum Ward, Brady, Fisher & Schultz, 2014
- Tetramorium incruentatum Arnold, 1926
- Tetramorium indicum Forel, 1913
- Tetramorium indosinense Wheeler, 1927
- Tetramorium inerme Mayr, 1877
- Tetramorium inezulae (Forel, 1914)
- Tetramorium infraspinosum Karavaiev, 1935
- Tetramorium infraspinum Forel, 1905
- Tetramorium inglebyi Forel, 1902
- Tetramorium insolens (Smith, 1861)
- Tetramorium intextum Santschi, 1914
- Tetramorium intonsum Bolton, 1980
- Tetramorium invictum Bolton, 1980
- Tetramorium isectum Bolton, 1979
- Tetramorium isipingense Forel, 1914
- Tetramorium jauresi Forel, 1914
- Tetramorium jejunum Arnold, 1926
- Tetramorium jiangxiense Wang et Xiao, 1988
- Tetramorium jizane Collingwood, 1985
- Tetramorium jordani Santschi, 1937
- Tetramorium juba Collingwood, 1985
- Tetramorium jugatum Bolton, 1980
- Tetramorium kabulistanicum Pisarski, 1967
- Tetramorium karakalense Dlussky et Zabelin, 1985
- Tetramorium katypum (Bolton, 1976)
- Tetramorium kelleri Forel, 1887
- Tetramorium kestrum Bolton, 1980
- Tetramorium kheperra (Bolton, 1976)
- Tetramorium khnum Bolton, 1977
- Tetramorium khyarum Bolton, 1980
- Tetramorium kisilkumense Dlussky, 1990
- Tetramorium kraepelini Forel, 1905
- Tetramorium krynitum Bolton, 1980
- Tetramorium kutteri (Tinaut, 1990)
- Tetramorium kydelphon Bolton, 1979
- Tetramorium laevithorax Emery, 1895
- Tetramorium lanuginosum Mayr, 1870
- Tetramorium laparum Bolton, 1977
- Tetramorium laticephalum Bolton, 1977
- Tetramorium latreillei Forel, 1895
- Tetramorium legone Bolton, 1980
- Tetramorium lobulicorne Santschi, 1916
- Tetramorium longicorne Forel, 1907
- Tetramorium longoi Forel, 1915
- Tetramorium lucayanum Wheeler, 1905
- Tetramorium lucidulum Menozzi, 1933
- Tetramorium luteipes Santschi, 1910
- Tetramorium luteolum Arnold, 1926
- Tetramorium magnificum Bolton, 1980
- Tetramorium mai Wang, 1993
- Tetramorium manni Bolton, 1985
- Tetramorium marginatum Forel, 1895
- Tetramorium matopoense Arnold, 1926
- Tetramorium maurum Santschi, 1918
- Tetramorium mayri (Mann, 1919)
- Tetramorium megalops Bolton, 1977
- Tetramorium melanogyna Mann, 1919
- Tetramorium menkaura (Bolton, 1976)
- Tetramorium meressei Forel, 1916
- Tetramorium meridionale Emery, 1870
- Tetramorium meshena Bolton, 1976
- Tetramorium metactum Bolton, 1980
- Tetramorium mexicanum Bolton, 1979
- Tetramorium microgyna Santschi, 1918
- Tetramorium microps (Mayr, 1901)
- Tetramorium minimum (Bolton, 1976)
- Tetramorium minusculum (Santschi, 1914)
- Tetramorium miserabile Santschi, 1918
- Tetramorium mixtum Forel, 1902
- Tetramorium monardi (Santschi, 1937)
- Tetramorium mossamedense Forel, 1901
- Tetramorium muralti Forel, 1910
- Tetramorium muscorum Arnold, 1926
- Tetramorium mutatum Bolton, 1985
- Tetramorium myops Bolton, 1977
- Tetramorium nacta (Bolton, 1976)
- Tetramorium naganum Bolton, 1979
- Tetramorium nautarum Santschi, 1918
- Tetramorium navum Bolton, 1977
- Tetramorium nazgul Hita Garcia et Fischer, 2012
- Tetramorium nefassitense Forel, 1910
- Tetramorium nigrum Forel, 1907
- Tetramorium nipponense Wheeler, 1928
- Tetramorium nitidissimum Pisarski, 1967
- Tetramorium nodiferum (Emery, 1901)
- Tetramorium noratum Bolton, 1977
- Tetramorium notiale Bolton, 1980
- Tetramorium nube Weber, 1943
- Tetramorium nursei Bingham, 1903
- Tetramorium obesum Andre, 1887
- Tetramorium obtusidens Viehmeyer, 1916
- Tetramorium occidentale (Santschi, 1916)
- Tetramorium ocothrum Bolton, 1979
- Tetramorium oculatum Forel, 1913
- Tetramorium ornatum Emery, 1897
- Tetramorium osiris (Bolton, 1976)
- Tetramorium pacificum Mayr, 1870
- Tetramorium palaense Bolton, 1979
- Tetramorium parasiticum Bolton, 1980
- Tetramorium parvispinum (Emery, 1893)
- Tetramorium parvum Bolton, 1977
- Tetramorium pauper Forel, 1907
- Tetramorium peringueyi Arnold, 1926
- Tetramorium perlongum Santschi, 1923
- Tetramorium persignatum Bolton, 1995
- Tetramorium petersi Forel, 1910
- Tetramorium peutli Forel, 1916
- Tetramorium phasias Forel, 1914
- Tetramorium pialtum Bolton, 1980
- Tetramorium pilosum Emery, 1893
- Tetramorium pinnipilum Bolton, 1980
- Tetramorium placidum Bolton, 1979
- Tetramorium platynode Bolton, 1980
- Tetramorium pleganon Bolton, 1979
- Tetramorium plesiarum Bolton, 1979
- Tetramorium plumosumTetramorium: tétra quatre, carré + morion épaules. Bolton, 1980
- Tetramorium pnyxis Bolton, 1976
- Tetramorium pogonion Bolton, 1980
- Tetramorium politum Emery, 1897
- Tetramorium postpetiolatum Santschi, 1919
- Tetramorium poweri Forel, 1914
- Tetramorium praetextum Bolton, 1980
- Tetramorium proximum Bolton, 1979
- Tetramorium psymanum Bolton, 1980
- Tetramorium pulchellum Emery, 1897
- Tetramorium pulcherrimum (Donisthorpe, 1945)
- Tetramorium pullulum Santschi, 1924
- Tetramorium punctiventre Emery, 1887
- Tetramorium punicum (Smith, 1861)
- Tetramorium pusillum Emery, 1895
- Tetramorium pylacum Bolton, 1980
- Tetramorium pyrenaeicum Roeszler, 1937
- Tetramorium quadridentatum Stitz, 1910
- Tetramorium quadrispinosum Emery, 1886
- Tetramorium qualarum Bolton, 1980
- Tetramorium quasirum Bolton, 1979
- Tetramorium ranarum Forel, 1895
- Tetramorium regulare Bolton, 1980
- Tetramorium rekhefe Bolton, 1979
- Tetramorium repentinum Arnold, 1926
- Tetramorium repletum Wang et Xiao, 1988
- Tetramorium reptana Bolton, 1976
- Tetramorium reticuligerum Bursakov, 1984
- Tetramorium rhetidum Bolton, 1980
- Tetramorium rigidum Bolton, 1977
- Tetramorium rimytyum Bolton, 1980
- Tetramorium rinatum Bolton, 1977
- Tetramorium robustior Forel, 1892
- Tetramorium rogatum Bolton, 1980
- Tetramorium rossi (Bolton, 1976)
- Tetramorium rothschildi (Forel, 1907)
- Tetramorium rotundatum (Santschi, 1924)
- Tetramorium rufescens (Stitz, 1923)
- Tetramorium rugigaster Bolton, 1977
- Tetramorium ruginode Stitz, 1917
- Tetramorium saginatum Bolton, 1980
- Tetramorium sahlbergi Finzi, 1936
- Tetramorium salomo Mann, 1919
- Tetramorium salvatum Forel, 1902
- Tetramorium scabrosum (Smith, 1859)
- Tetramorium schaufussii Forel, 1891
- Tetramorium schmidti Forel, 1904
- Tetramorium schneideri Emery, 1898
- Tetramorium schoutedeni Santschi, 1924
- Tetramorium sculptatum Bolton, 1977
- Tetramorium scytalum Bolton, 1979
- Tetramorium seiferti (Kiran & Karaman, 2017)
- Tetramorium semilaeve Andre, 1883
- Tetramorium semireticulatum Arnold, 1917
- Tetramorium seneb Bolton, 1977
- Tetramorium sepositum Santschi, 1918
- Tetramorium sepultum Bolton, 1980
- Tetramorium sericeiventre Emery, 1877
- Tetramorium sericeum Arnold, 1926
- Tetramorium setigerum Mayr, 1901
- Tetramorium setuliferum Emery, 1895
- Tetramorium severini (Emery, 1895)
- Tetramorium shensiense Bolton, 1977
- Tetramorium shilohense Forel, 1913
- Tetramorium sigillum Bolton, 1980
- Tetramorium signatum Emery, 1895
- Tetramorium sikorae Forel, 1892
- Tetramorium simillimum (Smith, 1851)
- Tetramorium simulator Arnold, 1917
- Tetramorium sitefrum Bolton, 1980
- Tetramorium sjostedti Forel, 1915
- Tetramorium smithi Mayr, 1879
- Tetramorium solidum Emery, 1886
- Tetramorium somniculosum Arnold, 1926
- Tetramorium spininode Bolton, 1977
- Tetramorium spinosum (Pergande, 1896)
- Tetramorium splendens Ruzsky, 1902
- Tetramorium splendidior (Viehmeyer, 1925)
- Tetramorium squaminode Santschi, 1911
- Tetramorium steinheili Forel, 1892
- Tetramorium striativentre Mayr, 1877
- Tetramorium strictum Bolton, 1977
- Tetramorium striolatum Viehmeyer, 1914
- Tetramorium subcoecum Forel, 1907
- Tetramorium sudanense (Weber, 1943)
- Tetramorium surrogatum Bolton, 1985
- Tetramorium syriacum Emery, 1922
- Tetramorium tabarum Bolton, 1980
- Tetramorium talpa (Bolton, 1976)
- Tetramorium tanakai Bolton, 1977
- Tetramorium tantillum Bolton, 1979
- Tetramorium taueret Bolton, 1995
- Tetramorium taylori Bolton, 1985
- Tetramorium tenebrosum Arnold, 1926
- Tetramorium tenuicrine (Emery, 1914)
- Tetramorium termitobium Emery, 1908
- Tetramorium tersum Santschi, 1911
- Tetramorium thalidum Bolton, 1977
- Tetramorium thoth (Bolton, 1976)
- Tetramorium titus Forel, 1910
- Tetramorium tonganum Mayr, 1870
- Tetramorium tortuosum Roger, 1863
- Tetramorium tosii Emery, 1899
- Tetramorium traegaordhi Santschi, 1914
- Tetramorium transversarium Roger, 1863
- Tetramorium tricarinatum Viehmeyer, 1914
- Tetramorium trimeni (Emery, 1895)
- Tetramorium tsushimae Emery, 1925
- Tetramorium turcomanicum Santschi, 1921
- Tetramorium turneri Forel, 1902
- Tetramorium tychadion Bolton, 1980
- Tetramorium tylinum Bolton, 1977
- Tetramorium typhlops Bolton, 1980
- Tetramorium ubangense Santschi, 1937
- Tetramorium umtaliense Arnold, 1926
- Tetramorium unicum Bolton, 1980
- Tetramorium urbanii Bolton, 1977
- Tetramorium validiusculum Emery, 1897
- Tetramorium vandalum Bolton, 1977
- Tetramorium vernicosum Radchenko, 1992
- Tetramorium versiculum Bolton, 1980
- Tetramorium vertigum Bolton, 1977
- Tetramorium vexator Arnold, 1926
- Tetramorium viehmeyeri Forel, 1907
- Tetramorium viticola Weber, 1943
- Tetramorium vombis (Bolton, 1976)
- Tetramorium wadje Bolton, 1980
- Tetramorium wagneri Viehmeyer, 1914
- Tetramorium walshi (Forel, 1890)
- Tetramorium warreni Arnold, 1926
- Tetramorium weitzeckeri Emery, 1895
- Tetramorium xanthogaster Santschi, 1911
- Tetramorium xuthum Bolton, 1980
- Tetramorium yarthiellum Bolton, 1976
- Tetramorium yerburyi Forel, 1902
- Tetramorium youngi Bolton, 1980
- Tetramorium zahrae Santschi, 1923
- Tetramorium zambezium Santschi, 1939
- Tetramorium zapyrum Bolton, 1980
- Tetramorium zenatum Bolton, 1979
- Tetramorium zonacaciae (Weber, 1943)
- Tetramorium zypidum Bolton, 1977